# Island Fen SAC
Island Fen SAC este o arie protejată (arie specială de conservare — SAC, sit de importanță comunitară — SCI) din Irlanda întinsă pe o suprafață de 12,02 ha, integral pe uscat.

## Localizare
Centrul sitului Island Fen SAC este situat la coordonatele 53°03′47″N 7°49′07″W / 53.063179°N 7.818633°V.

## Înființare
Situl Island Fen SAC a fost declarat sit de importanță comunitară în ianuarie 2002 pentru a proteja un număr necunoscut de specii din flora spontană și fauna sălbatică aflate în arealul zonei. Situl a fost protejat și ca arie specială de conservare în aprilie 2016.

## Biodiversitate
Situată în ecoregiunea atlantică, aria protejată conține 2 habitate naturale: Formațiuni de Juniperus communis pe lande sau pajiști calcaroase, Mlaștini alcaline.
La baza desemnării sitului se află un număr nedeclarat de specii protejate.
Pe lângă speciile protejate, pe teritoriul sitului au mai fost identificate 1 specie de amfibieni, 1 specie de mamifere.